# Khalid Qahhat Metwasi
Khalid Qahhat Metwasi, destacado deportista peruano de la especialidad de tiro olímpico que fue campeón suramericano en Medellín 2010.

## Trayectoria
La trayectoria deportiva de Khalid Qahhat Metwasi se identifica por su participación en los siguientes eventos nacionales e internacionales:

### Juegos Suramericanos
Fue reconocido su triunfo de ser el noveno deportista con el mayor número de medallas de la selección del  Perú en los juegos de Medellín 2010.

#### Juegos Suramericanos de Medellín 2010
Su desempeñó en la novena edición de los juegos, se identificó por obtener un total de 2 medallas:

- , Medalla de oro: Skeet Equipo Hombres
- , Medalla de plata: Tiro Deportivo Skeet Hombres